# Lunfardo

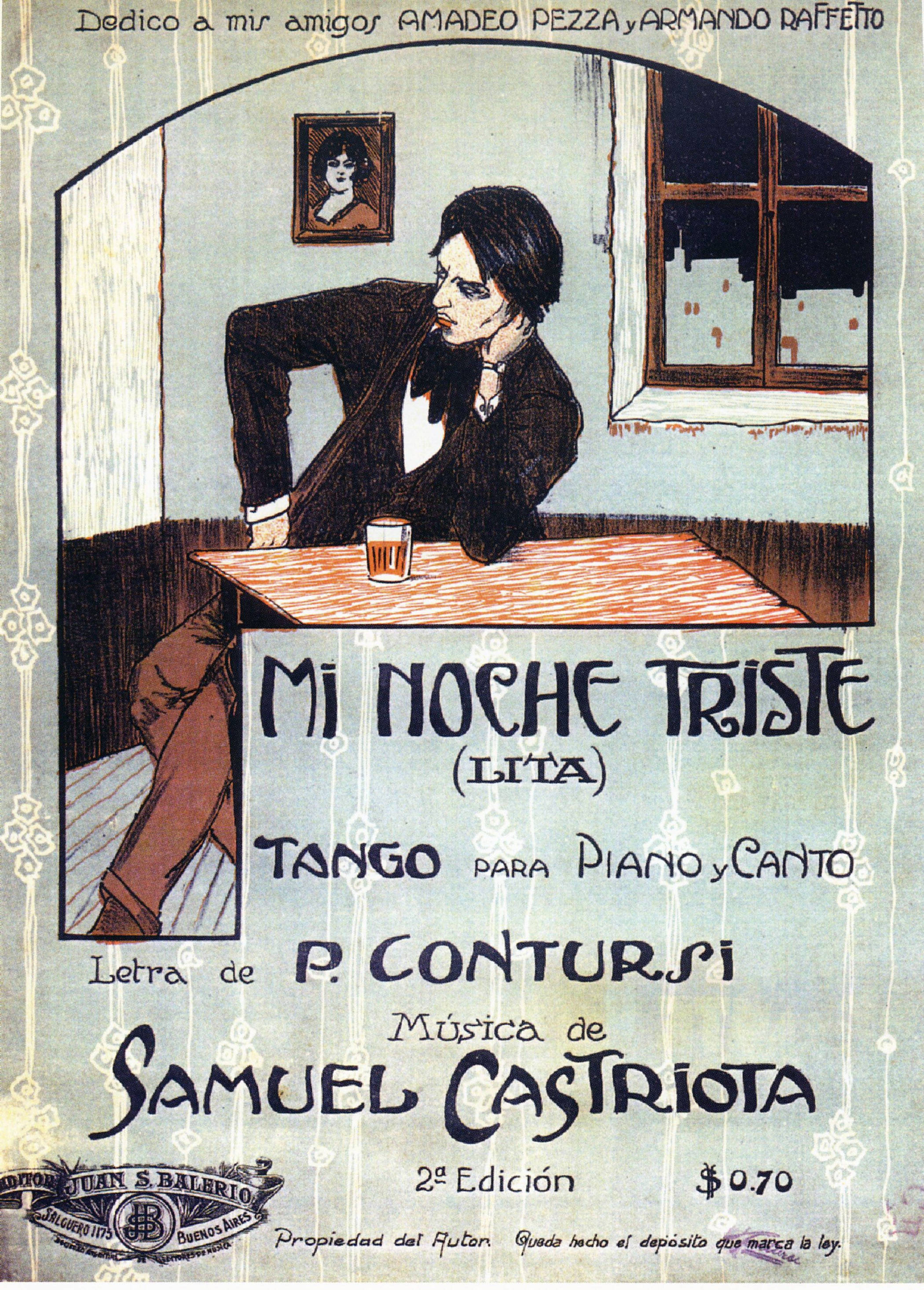
Mi noche triste

El lunfardo es una jerga originada y desarrollada en el Río de la Plata, es decir, las actuales Buenos Aires, Argentina, y Montevideo, Uruguay; también otras ciudades cercanas como La Plata, Santa Fe, Córdoba y Rosario (en la provincia de Santa Fe) contribuyeron desde el principio a su desarrollo. Estas cinco ciudades vivían una situación sociocultural muy similar debido en gran medida a la actividad portuaria y a la enorme inmigración de distintas partes de Europa, principalmente italiana y española, ocurrida a finales del siglo XIX y principios del XX en la zona del Río de la Plata y alrededores donde, en definitiva, se concentraría la riqueza económica de ambos países. Después de señalar la dificultad que existe en precisar el concepto de lunfardo, Mario Teruggi se inclina a decir que es un «habla popular argentina compuesta de palabras y expresiones que no están registradas en los diccionarios castellanos corrientes», para aclarar más adelante que «los lunfardismos son propios del habla subestándar popular y que de ninguna manera los cultismos y otros términos elevados pueden incluirse en esa categoría».
En 1878, un artículo del diario La Prensa titulado «El dialecto de los ladrones», señalaba que en Buenos Aires había un nuevo modo de hablar, y se enumeraban veintinueve palabras entre las cuales estaba lunfardo como sinónimo de ladrón. En 1879 el comisario Benigno Lugones publicó un artículo en el diario La Nación en el que también se daban ejemplos del léxico, entre ellos el primer verso lunfardo que se conoce:

Estando en el bolín polizando
se presentó el mayorengo
a portarlo en cana vengo
 su mina lo ha delatado.

Originariamente esta jerga fue empleada por los delincuentes y pronto lo fue por la gente de las clases baja y media baja. Parte de sus vocablos y locuciones se introdujeron posteriormente en la lengua popular y se difundieron en el castellano de la Argentina y el Uruguay. Sin embargo, ya a inicios del siglo xx el lunfardo comenzó a difundirse entre todos los estratos y clases sociales, ya sea por la habitualidad de su uso, porque era común en las letras de tango, o ambos motivos. La poesía en lunfardo supo tener un buen nivel artístico en las manos de Carlos de la Púa, José Betinotti,  Julián Centeya, Celedonio Flores, Roberto Cayol, Iván Díez, Alberto Vacarezza, el letrista de tango Pascual Contursi, Dante A. Linyera, Héctor Gagliardi, Enrique Cadícamo u Horacio Ferrer.
Con el transcurso de los años, varias de sus palabras han pasado a países limítrofes como Chile, Paraguay y el sur de Bolivia, donde hoy es frecuente el uso de lunfardismos en varias áreas urbanas del país. También, y mucho más recientemente (desde la década de 1990), en Perú se usan algunas palabras lunfardas. Toda esta "exportación" de lunfardismos de Argentina es debida a los muchos inmigrantes de dichos países radicados allí; y, sobre todo, a la difusión del tango y del rock argentino, estilos musicales en los que frecuentemente se utilizan términos del lunfardo.
Jorge Luis Borges dijo «Yo tengo la impresión de que el lunfardo es artificial. Que es una invención de Gobello... y de Vacarezza». Oscar Conde cita esa frase y comenta: "A conciencia o no, el viejo Borges decía una porción de verdad porque si bien Gobello no inventó el lunfardo, sí "inventó" en cambio el estudio del lunfardo".

## Historia

### Etimología
La palabra «lunfardo» es de origen lombardo, idioma hablado principalmente en Lombardía (región ubicada en el norte de Italia). Hasta principios del siglo xx era frecuente entre las poblaciones italianas llamar lombardi (‘lombardos’) a los hampones, quizás recordando a las invasiones lombardas de inicios de la Edad Media. Para otros la palabra "lunfardo" no proviene directamente de Italia sino de Occitania (la mafia marsellesa era bastante activa en el Río de la Plata a fines del siglo XIX). Se dice que, en Occitania, los migrantes procedentes de Italia eran tratados de delincuentes; según Otilia Da Veiga, vicepresidenta en 2011 de la Academia Porteña del Lunfardo, como en las ciudades de Lombardía había muchos prestamistas y banqueros, la gente humilde de Italia decía que los lumbardi (lombardos) eran ladrones.

### Orígenes
El lunfardo, abreviadamente lunfa, surgió en Buenos Aires y sus alrededores durante la segunda mitad del siglo xix con el gran aporte de las distintas inmigraciones, sobre todo la italiana; y con palabras de origen indígena, africano, y gauchesco, que ya había en la Argentina.
El lunfardo más cerrado comenzó como lenguaje carcelario de los presos, para que los guardias no los entendieran, a fines del siglo xix. Muchas de sus expresiones llegaron con los inmigrantes europeos; en tal caso, cuando ocurre una mezcla de lenguas españolas e italianas en el área rioplatense, se produce el cocoliche, del que derivan muchísimas palabras lunfardas. Otras palabras llegaron del lenguaje típico gauchesco (por ejemplo: piola). También es frecuente la mezcla del lunfardo con el vesre, modalidad que permite la generación de nuevas palabras alterando el orden de las sílabas (por ejemplo: mionca, por camión, o para más comunes ejemplos, «tango» es gotán, «pantalón» es lompa). En el idioma francés existe un juego de palabras similar, llamado verlan (vesre fonético de l’envers [lanvér]). En sus orígenes, el lunfardo también tuvo aportes provenientes de Francia, especialmente del argot francés (por ejemplo, las palabras brema, franelear, griseta, macró) así como del idioma occitano, del inglés (por ejemplo, las palabras jailái, jailaife, de high life o espiche de speech o escrachar de scratch, aunque en el último de los ejemplos la etimología inglesa es dudosa ya que existe en el napolitano la palabra scracciato [se pronuncia en lunfardo: escrachato] con el significado de muy desgastado o abollado y que equivale a la italiana normativa schiacciato), del gallego, portugués y asturiano, entre otros. La jerga también incluye palabras aborígenes, en especial de los idiomas quechua, guaraní y mapuche; y también, palabras de origen africano, sobre todo del África Bantú por ej: quilombo.

## Morfología y lingüística
En general se aprecia un consenso entre diferentes autores de que el lunfardo surge como un habla gremial, o argot de malvivientes; delincuentes que lo utilizan como mecanismo de cifrado para cometer delitos o planear fugas de las prisiones, por lo que en principio se aprecia su finalidad utilitaria.
Borges argumenta este lenguaje cuando afirma que «el lunfardo es un lenguaje gremial (...) es la tecnología de la furca y la ganzúa como tantos otros».
Según Jaime Mercado, desde el punto de vista lingüístico el lunfardo no es una lengua en sí, sino un léxico que actúa en estrecha simbiosis con el idioma español hablado en determinado momento, ya que «para que un sistema de comunicación sea lengua, es menester que contenga todas las partes de la oración».
Aunque ciertamente el lunfardo no es una lengua (por más que algunos lunfardistas hayan intentado que lo fuera) ni menos aún un idioma y ni siquiera un dialecto, lo evidente es que a lo largo de fines del siglo XIX, todo el siglo XX y lo que va del presente siglo, resulta ser uno de los rasgos lingüísticos del dialecto rioplatense. 
El lunfardo, por otro lado, tiene tres partes importantes (el sustantivo, el adjetivo y el verbo), pero carece de artículos, pronombres, preposiciones y conjunciones; como resultado, se pueden expresar frases en lunfardo puro pero no oraciones.
Por ejemplo: Hombre bacán es una frase, pero Hombre bacán que me acamala es una oración que no se puede expresar en forma directa en el lunfardo; el castellano aporta el relativo que y el complementario me.
Conde opina que existe un dialecto rioplatense o porteño de la lengua española pero que el lunfardo no es un dialecto y tampoco un léxico exclusivo de la delincuencia porque las palabras que lo componen exceden ese ámbito y muchas no están vinculadas al delito. Conde resume:

”Es un modo de expresión popular o, para decirlo más claramente, un  vocabulario del habla popular de Buenos Aires […]  que se ha extendido primero a toda la región del Río de la Plata y luego al país entero. [...] el uso de este léxico les recuerda a sus usuarios quiénes son, pero también de dónde vienen […] el lunfardo es posiblemente el único que en su origen se formó, y en un alto porcentaje, con términos inmigrados.” 

Conde afirma que todo lunfardismo es argentinismo, pero no es fácil establecer la diferencia entre ambos y así no pertenecen al lunfardo «bombacha (prenda interior femenina), campear, corpiño, factura, feta, milanesa, empanada, colectivo, pedregullo, yuyo», porque «no revelan, como suele suceder en el lunfardo, una actitud ni lúdica ni transgresora». También dice que se podría cuestionar la inclusión en el lunfardo de palabras del habla popular como «abrochar, aguante, bagarto, bardear, canuto, canyengue, curtir, fisura, joya, moco, partusa o psicopatear».

### Fonología
Los sonidos del lunfardo se nutren principalmente de las lenguas de Italia, especialmente las septentrionales, debido a que en Buenos Aires la colonia italiana es muy extensa y ha dejado una importante herencia léxica. Además, el lunfardo ha tomado palabras, giros, o modos de hablar, propios (préstamos) de diversos idiomas como el francés, el portugués, un poco de inglés, y a través de la herencia gaucha del quechua.
Según un estudio sobre el elemento lingüístico en el tango, realizado por el Coloque Internacional Sur de Toulouse (Coloquio Internacional Sur de Toulouse), realizado sobre una muestra de 2000 tangos, se han clasificado los préstamos según su origen: en una única lista se encuentran los italianismos y pan-italianos (es decir, las palabras comunes a varias lenguas de Italia) que resultaron ser 38% del total. Los genovesismos y otros septentrionalismos, que han resultado ser 24%, han sido agrupados juntos, ya sea porque la mayor parte de italianismo de este grupo procede del genovés –o zeneize– (ligur), o porque varias palabras son, a la vez, genovesas, piamontesas, lombardas y hasta vénetas, siendo difícil a menudo establecer si el vehículo ha sido el genovés u otro dialecto septentrional. Las palabras tomadas de dialectos meridionales, que son el 11%, se agruparon todas en un mismo grupo de meridionalismos, ya que a veces es arduo establecer si proceden del napolitano, del calabrés, del siciliano o de otras hablas locales, dada su afinidad. Por último, las voces de procedencia jergal que representan una porción considerable dentro del conjunto: son 24 %.
Ejemplos:
- Procedentes del italiano y de otras lenguas de Italia.

- Laburo: Trabajo, de la palabra lavoro que significa también trabajo.
- Bacán: persona muy adinerada, elegante y amistosa. Proviene del genovés bacàn, que significa patrón.
- Engrupir: engañar. Del genovés gróppo: nudo, atado, envoltorio, posiblemente por irradiación semántica de los demás italianismos del lunfardo que, del significado originario de paquete, ha pasado a significar estafa, engaño.

- Procedentes del francés.

Según Rendón: «Las voces lunfardas provenientes del francés se usan especialmente para mencionar lo prohibido, el placer que se relacionaba con el comercio sexual. (...) También con el francés se designa la elegancia, la gracia y la cortesía.»
- Cana: cárcel. Proviene de canne: Bastón, por el bastón de los policías, era también el término utilizado por los rufianes franceses para nombrar al policía, pasó luego a ser cana como sinónimo de autoridad y, más tarde, cárcel.
- Reculié: ida hacia atrás. De reculé: reculada.

- Procedentes del portugués.

El portugués llega inicialmente a través de los comerciantes portugueses que ejercían el contrabando en las riberas de Buenos Aires y la Banda Oriental, actual Uruguay. Luego, gracias a la influencia brasileña en la zona rioplatense.
- Tamango: zapato. Viene de tamanco: zueco.
- Vichar: mirar de soslayo, espiar. De vigilar: vigilar.

- Procedentes del bozal afroamericano.

- Quilombo: prostíbulo, desorden, enredo. De quilombo: reunión de negros.

- Procedentes del quechua.

- Pucho: resto de algo, colilla de cigarrillo. De puchu: lo que sobra.

- De procedencia jergal

- Tira: policía encubierto o policía. Probablemente proviene de las cintas de tela (tira = cinta) que representan los grados de cada escalafón de la policía. Al respecto es interesante destacar también un gesto típico que se hace golpeando con el dedo índice y medio en el hombro y que se utiliza para remarcar la autoridad (sea real o imaginaria) de una persona, ilustrando los galones que esta posee.

- Procedentes del mapudungun
  - Pilcha: ropa o prenda de vestir. De pulcha: arruga.

### Connotación
El principal recurso del lunfardo consiste en emplear palabras desplazadas semánticamente de lo que significan en español. La connotación se inspira en una relación, que puede ser física o espiritual, por lo que muchas veces puede ser deducida del contexto, aunque no se observe unanimidad en su utilización por parte de todos los hablantes. Toda connotación produce a la vez una metáfora. La palabra botón significa vigilante, agente de policía, en referencia a los botones del uniforme a fines del siglo XIX, en efecto, también se llamaba "botones" a los muchachos empleados como asistentes en hoteles de alta categoría ya que les obligaban a usar un uniforme de librea en el que se destacaban sus botones dorados. La expresión ¡Hay más botones que ojales! era frecuentemente empleada cuando había presencia policial en número desproporcionado. 
Ejemplos
| Palabra                     | Connotación habitual                                                                         | Connotación en lunfardo |
| --------------------------- | -------------------------------------------------------------------------------------------- | --- |
| Academia                    | Sociedad de aprendizaje                                                                      | Oportunidad de abrir una puerta (con ganzúa) |
| Antropófago, tiburón blanco | Que come hombres                                                                             | Formas insultantes para referirse a un hombre homosexual |
| Campana                     | Instrumento hueco de metal que suena, se suele utilizar para dar aviso de un acontecimiento. | Espía, ayudante del delincuente principal, el –o la– "campana" se coloca en un lugar estratégico para alertar o distraer ante cualquier inconveniente, se le llama "campana" porque "campanea" es decir: da señal de alarma ("avisa") ante cualquier peligro o imprevisto que pueda observar. |

### Polisemia
El recurso lingüístico en el cual una misma palabra tiene varios significados también es utilizado con frecuencia por el lunfardo. 
Por ejemplo:
- Acamalar tiene las siguientes acepciones: ahorrar y mantener una mujer.
- Amurado puede significar abandonado, arrestado, empeñado por las deudas, estafado en la compra de algo, por metáfora-metonimia puede referirse también a alguien absolutamente enamorado, ya que el enamorado o la enamorada están prisioneros de "su" pasión.

### Refranero
Es muy común escuchar en el lunfardo expresiones fijas, oraciones de uso común en las que coinciden el español y el lunfardo. “Alborotar el avispero”, “al pelo”, “a otro perro con ese hueso”, “bailar en la cuerda floja”, “de balde”, “de gorra”, “de pocas pulgas”, “del cuero salen las correas”, “el palo no está para cucharas”, etc.

### Locuciones adverbiales
Una locución adverbial es una expresión que indica el modo de hacer algo. 
Algunos ejemplos:
- A la marchanta: como venga, sin planes ni preparaciones, al azar.
- A la bartola: sin esmero, como salga.
- Al voleo: sin rumbo fijo, elección sin selección detenida, indiscriminada.
- A la romana (de la expresión italiana alla romana, derivada del equilibrio señalado por el "fiel" –aguja– de la libra o balanza romana): por partes iguales.
- A la guarda: al por mayor, en gran escala.
- Al divino botón: sin motivo.
- Al cuete (cohete): de balde, inútilmente.
- A los ponchazos: en forma desordenada.
- Al contado rabioso: en efectivo.
- A la violeta: desocupado.
- Al bardo: inútilmente, sin orden, sin razón.
- De cotelete: observar como al mirar disimuladamente de costado, es decir, no de frente, no dando explícitamente la expresión.
- De queruza o dequerusa: "semblanteo" [percepción de los caracteres humanos mediante la visión o por sus voces que es "intuida" preconscientemente por el cerebro del dequeruzante] esto se hace casi siempre de un modo veloz aunque muy experimenteado al observar disimuladamente al entorno humano en cada situación para "cachar" o "manyar" en todo lo posible los caracteres de la gente que al o a la "dequeruzante" le rodean.

### Interjecciones
Como interjecciones se suele nombrar a aquellos sonidos o exclamaciones con las que se expresan los cambios súbitos de ánimo.
En lunfardo tenemos los ejemplos:
- ¡Yse!: Sirve para alertar.
- ¡Ancún!: También voz de alerta.
- ¡Araca!: Voz de prevención.
- ¡Eco!: Es así, aprobación.
- ¡Canejo!: ¡Caramba!, eufemismo de carajo, en el Río de la Plata también es muy común el italianismo cazzo.

### Verbos
En el lunfardo solo se devienen y conjugan los verbos en ‘ar’, a diferencia del español, donde se conjugan y devienen en ‘ar’, ‘er’, ‘ir’. 
Ejemplo: 
- Afanar (robar): afano, afanas, afana, afanamos, afanan.

### Sustento léxico
El lunfardo se inspira en las siguientes modalidades léxicas:
a) La metonimia: Tropo que consiste en designar algo con el nombre de otra cosa tomando el efecto por la causa o viceversa, el autor por sus obras, el signo por la cosa significada. Una muestra del uso de la metonimia es la palabra atorrante (vago, malviviente) y el respectivo verbo atorrantear como así también el verbo torrar (dormir). Una versión es que los indigentes solían vivir y dormir en tubos de desagüe en desuso abandonados en terrenos baldíos de Buenos Aires que tenían el nombre del fabricante, la empresa A. Torrant. Sin embargo lo más probable es que la palabra proceda de formas dialectales antiguas usadas tanto en España como en Italia en donde significa «pescar con tranquilidad».
b) Invento de acepciones y palabras por derivación: amurar, amurado: Individuo aislado de la sociedad por los muros de la cárcel. Luego la palabra amurado pasó a tener más significaciones: muy enamorado, casado o unido en matrimonio o (como se observa en el tango Mi noche triste) abandonado.
c) Acuñar palabras provenientes del italiano: laburar, del verbo lavorare (trabajar).
d) Mutación de palabra por apócope (supresión de algún sonido al fin de un vocablo), aféresis (supresión de algún sonido al principio de un vocablo) o hibridación (combinación de varias palabras) por ejemplo:
- Colifa, apócope de colifato que significa loco.
- Rula, apócope de ruleta.
- Estaro, apócope de estaribel o cárcel.
- Camanbuses, que significa zapatos; y es un híbrido de caminante y autobuses.

e) Tal vez la modalidad lingüística más usada es el vesre, que se construye por transposición de las sílabas de una palabra.
- Un feca con chele: Un café con leche
- Gotán: tango
- Camuñe: muñeca
- Mionca: camión (aunque primeramente se aplica al vehículo, luego se viene aplicando a la mujer de cuerpo opulento muy atractiva sexualmente)
- Colo: loco

Para ilustrar de una manera profunda los variados usos gramáticos, léxicos, y las diferentes modalidades lingüísticas a las que acude el lunfardo se muestra a continuación a modo de ejemplo, una carta escrita desde la cárcel (en lunfa: gayola), que muestra el lenguaje críptico del hampa porteña (el "nombre" y el "apellido" del que infrascribe la misiva son también parte de una seudonimia lunfarda: Conrado = honrado, Chantapufi = chanta (alguien pícaro o de palabra poco creíble):

Gayola Real 12/9/915
Congrepa Drope:
Le refilo por diome de esta cerrada, el cartabón del bacán de quien le chamuyé en
el bulín de su minushia.

Porque me batieron la cana, yo me encuentro amurado, pues fui mancando por un
rati sucio en un bondi, en el momento que le tiraba la lanza a un grongui.
Según el vigil de mi bellompa dentro de una mesada y después de pasar el calor
del manyamiento en la mayorenguería, me darán el enaje, pues el sario de donde
me encuajaron fue limpio, y no me cartaboneó.

Tenezasos á su paica y á los güevos de la patota, y ahora paso a batirle el justo.
Con que así manye el potiem
De V.d aff.
Conrado Chantapufi

En castellano habitual la misiva tendría el siguiente significado:

Gayola Real
Compadre Pedro:
Le doy por medio de esta carta el prontuario del sujeto de quien le conversé en la
habitación de su querida.
Porque me delataron, yo me encuentro preso, pues fui sorprendido en el autobús por un
detective insobornable, en el momento en que intentaba robarle a un italiano.
Según el guardián de mi pabellón dentro de un mes y después de pasar la reseña
en el Departamento de Policía me pondrán en libertad, pues el comisario de donde
me apresaron fue bueno y no me sumarió.
Apretones de manos a su mujer y a los compañeros del grupo, y ahora paso a
decirle la verdad.
Con que así fíjese bien lo que le digo
De V.d aff.
Conrado Chantapufi.

## El lunfardo en la actualidad
Hoy en día, algunos de los términos lunfardo forman parte del lenguaje natural de casi toda la Argentina, Uruguay, Paraguay y en menor medida el sur de Brasil. Si bien algunas palabras del viejo lunfardo de comienzos del siglo XX se han modificado, también se han agregado nuevas. Por ejemplo, la palabra «leones», para referirse a los pantalones, ha mutado –a través de «leoncios»– en liensos.[cita requerida] En 2011 se consideraba que el lunfardo constaba ya de alrededor de 6000 palabras según Otilia Da Veiga.
El término lunfardo se ha convertido en sinónimo de «habla del porteño», principalmente habitantes de las márgenes del Río de la Plata: Buenos Aires, Uruguay y las provincias de Entre Ríos y Santa Fe en menor grado. Desde el año 2000 en Argentina se celebra el Día del Lunfardo el 5 de septiembre.

## El lunfardo en la música rioplatense
El lunfardo viejo ha quedado inmortalizado en numerosas letras del género tango. El lunfardo actual tiene una fuerte presencia en la música uruguaya, con artistas contemporáneos como Buitres y Tabaré Cardozo, que utilizan el lunfardo de forma extensiva en sus letras. En Argentina, el lunfardo es también utilizado profusamente por artistas de rock nacional y en menor grado también por compositores de la llamada cumbia villera o el trap argentino escuchado por mayormente jóvenes.
Un ejemplo de uso del lunfardo ha sido uno de los seudónimos del cantautor Carlos Gardel, El Troesma, que por transposición de sílabas se refiere a El Maestro.